# Воменко, Владимир Игоревич
Влади́мир И́горевич Воме́нко (род. 22 мая 1995, Экибастуз, Павлодарская область) — казахстанский футболист, полузащитник клуба «Иртыш».

## Клубная карьера
29 августа 2014 года, заменив Сергея Иванова в матче против «Атырау», дебютировал в основном составе павлодарского «Иртыша».
Летом 2017 года пополнил состав команды «Шахтёр-Булат». В дебютном матче за команду Первой лиги забил победный гол в ворота «Каспия».

## Карьера в сборной
Дебютировал в молодёжной сборной Казахстана в матче против команды Англии.

## Достижения
- Бронзовый призёр чемпионата Казахстана: 2016